# William Hale (réalisateur)
Pour les articles homonymes, voir William Hale.
William Hale (né le 11 juillet 1931 à Rome et mort le 10 juin 2020 à Los Angeles)  est un réalisateur américain de cinéma et de télévision.

## Filmographie

### Cinéma
- 1963 : Lonnie
- 1967 : Le Shérif aux poings nus (Gunfight in Abilene)
- 1968 : La Brigade des cow-boys (Journey to Shiloh)

### Séries télévisées
- 1955 : Cheyenne
- 1963-1964 : Channing (6 épisodes)
- 1965-1966 : Le Virginien (The Virginian) (2 épisodes)
- 1965-1967 : Match contre la vie (Run for Your Life) (4 épisodes)
- 1966 : Le Fugitif (The Fugitive)
- 1966 : Au cœur du temps (The Time Tunnel) (4 épisodes)
- 1967 : Bob Hope Presents the Chrysler Theatre
- 1967 : Brigade criminelle (Felony Squad)
- 1967 : Judd for the Defense
- 1967-1968 : Les Envahisseurs (The Invaders) (6 épisodes)
- 1967-1971 : Sur la piste du crime (The F.B.I.) (17 épisodes)
- 1968-1969 : Le ranch (Lancer) (6 épisodes)
- 1970 : The Interns
- 1971 : Night Gallery (3 épisodes)
- 1971-1973 : Cannon (3 épisodes)
- 1973 : Kojak (3 épisodes)
- 1973-1974 : Barnaby Jones (2 épisodes)
- 1973-1977 : Les Rues de San Francisco (The Streets of San Francisco) (11 épisodes)
- 1975 : Caribe
- 1976 : Bert D'Angelo/Superstar
- 1978 : The Paper Chase
- 1988 : Le Meurtre de Mary Phagan (The Murder of Mary Phagan) (mini-série)

### Téléfilms
- 1967 : How I Spent My Summer Vacation
- 1974 : Nightmare
- 1974 : Le grand Niagara (The Great Niagara)
- 1975 : Echec à l'organisation (Crossfire)
- 1976 : The Killer Who Wouldn't Die
- 1976 : Stalk the Wild Child
- 1977 : Alerte rouge (Red Alert)
- 1979 : S.O.S. Titanic
- 1981 : Les Feux de la passion (en) (Murder in Texas)
- 1982 : En quête d'indices (One Shoe Makes It Murder)
- 1983 : Le procès du démon (The Demon Murder Case)
- 1984 : Nuits secrètes (Lace)
- 1985 : Nuits secrètes II (Lace II)
- 1986 : Harem
- 1988 : Liberace
- 1990 : People Like Us